# Gholam Ali Rashid
Gholam Ali Rashid (em persa: غلامعلی رشید;‎ Dezful, 1959 – Teerã, 13 de junho de 2025) foi um oficial militar iraniano que serviu como comandante do Quartel-General Central Khatam-al Anbiya. Foi morto durante os ataques israelenses ao Irã em 13 de junho de 2025.

## Carreira
Atuou como vice-chefe do Estado-Maior das Forças Armadas Iranianas e foi um dos comandantes responsáveis pela tomada de decisões na Guerra Irã-Iraque. Juntamente com Mohammad Ali Jafari, Ali Fadavi, Qasem Soleimani e Mohammad Bagheri, Rashid também era membro da rede de comando das forças armadas regulares iranianas.
Em seguida, atuou como comandante do Quartel-General Central Khatam-al Anbiya de 2016 até sua morte. Ele foi morto durante os ataques israelenses ao Irã em 13 de junho de 2025.

## Sanções
Em novembro de 2019, Rashid foi adicionado à Lista de Cidadãos Especialmente Designados (SDN) dos EUA. De acordo com a Ordem Executiva 13876 (IRAN-EO13876), que visa indivíduos nomeados pelo Líder Supremo do Irã ou que atuam em seu nome.

Em abril de 2024, o Canadá impôs sanções coordenadas com seus parceiros do G7, incluindo os EUA e o Reino Unido, em resposta às atividades regionais do Irã e em apoio aos apelos para a redução da tensão. Ao nos termos da Lei de Medidas Econômicas Especiais, o Canadá visou Rashid por seu papel de liderança na sede da Khatam-al Anbiya e seu envolvimento em operações militares mais amplas do Irã. Além disso, Rashid teria sido sancionado por seu papel no primeiro ataque direto com mísseis e drones do Irã contra Israel, realizado em coordenação com as forças houthis no Iêmen, o Hezbollah no Líbano e milícias no Iraque. Mélanie Joly, ministra das Relações Exteriores do Canadá, disse:
“As medidas de hoje transmitem uma mensagem clara: o Canadá e seus aliados estão preparados e não hesitarão em tomar medidas contra o regime iraniano, que busca desestabilizar a paz e a segurança regionais. Seja diretamente ou por meio de seus representantes, o comportamento do Irã é profundamente preocupante e corre o risco de aumentar ainda mais as tensões e a violência na região. Isso deve ser evitado. O Canadá apoia Israel e seu povo e reafirma seu compromisso com a segurança deles.”
Rashid reconheceu abertamente e até mesmo comemorou os profundos laços estratégicos do Irã com vários grupos armados não estatais em toda a região. Em declarações captadas pelo Instituto de Pesquisa de Mídia do Oriente Médio, ele descreveu o Hezbollah no Líbano, o Hamas e a Jihad Islâmica Palestina em Gaza, as Unidades de Mobilização Popular Iraquianas e os houthis no Iêmen não apenas como aliados, mas como extensões diretas das forças militares do Irã. Ele afirmou ainda que os EUA e Israel estavam incomodados com essa estrutura porque ela efetivamente estabeleceu “seis exércitos fora de nossas fronteiras que trabalham para o Irã”.

## Declarações à mídia
Rashid declarou que o Irã poderia atacar equipamentos militares e instalações nucleares de Israel em caso de guerra.
Em uma conferência em Teerã, ele anunciou que comandantes iranianos estavam no Iraque, na Síria, na Palestina e no Líbano para prestar assessoria militar.
Rashid afirmou: “a questão nuclear e os direitos humanos [no Irã] são meros pretextos”. Além disso, ele alegou que aqueles que levantam tais questões contra o Irã, na verdade, têm problemas com a religião islâmica.
Ele disse que qualquer ação militar dos Estados Unidos contra o Irã seria um erro estratégico.